# Episodi de L'uomo di casa (quarta stagione)
La quarta stagione della serie televisiva
L'uomo di casa viene trasmessa dal canale televisivo statunitense ABC dal 3 ottobre 2014 al 17 aprile 2015. 
In Italia, la stagione è andata in onda su Fox Comedy dal 2 dicembre 2015 al 10 febbraio 2016.
| nº | Titolo originale     | Titolo italiano              | Prima TV USA     | Prima TV Italiano |
| -- | -------------------- | ---------------------------- | ---------------- | ----------------- |
| 1  | Here's the Kicker    | La nuova stella del football | 3 ottobre 2014   | 2 dicembre 2015   |
| 2  | War Games            | La pistola-dito              | 3 ottobre 2014   | 2 dicembre 2015   |
| 3  | Rediscover America   | Riscoprendo l'America        | 10 ottobre 2014  | 9 dicembre 2015   |
| 4  | Sinkhole             | Rubinetti infuocati          | 17 ottobre 2014  | 9 dicembre 2015   |
| 5  | School Merger        | Pensieri pericolosi          | 24 ottobre 2014  | 16 dicembre 2015  |
| 6  | Mike Advises Mandy   | Gli spari di Mandy           | 31 ottobre 2014  | 16 dicembre 2015  |
| 7  | Big Shots            | Spari incrociati             | 7 novembre 2014  | 23 dicembre 2015  |
| 8  | Risky Behavior       | Easy Rider                   | 14 novembre 2014 | 23 dicembre 2015  |
| 9  | Changing Light Bulbs | Questioni di lampadine       | 21 novembre 2014 | 30 dicembre 2015  |
| 10 | Outdoor Man Grill    | Ristorante esotico           | 5 dicembre 2014  | 30 dicembre 2015  |
| 11 | Wedding Planning     | Matrimonio in vista          | 12 dicembre 2014 | 6 gennaio 2016    |
| 12 | Helen Potts          | L'erba del vicino            | 9 gennaio 2015   |                   |
| 13 | Mike Hires Chuck     | Il nuovo impiegato           | 16 gennaio 2015  | 13 gennaio 2016   |
| 14 | Eve's Breakup        | Ferite d'amore               | 30 gennaio 2015  | 13 gennaio 2016   |
| 15 | Big Brother          | Il Grande Fratello           | 6 febbraio 2015  | 20 gennaio 2016   |
| 16 | Three Sundays        | Il settimo giorno            | 20 febbraio 2015 | 20 gennaio 2016   |
| 17 | Kyle's Friend        | L'amico di Kyle              | 27 febbraio 2015 | 27 gennaio 2016   |
| 18 | Mandy's Party        | La festa di Mandy            | 13 marzo 2015    | 27 gennaio 2016   |
| 19 | Summer Internship    | New York, solo andata        | 20 marzo 2015    | 3 febbraio 2016   |
| 20 | Restaurant Opening   | La manager                   | 3 aprile 2015    | 3 febbraio 2016   |
| 21 | Vanessa Fixes Up Eve | Genitori e figli             | 10 aprile 2015   | 10 febbraio 2016  |
| 22 | Daddy Dearest        | Il padre di Ryan             | 17 aprile 2015   | 10 febbraio 2016  |